# Departament Eldorado

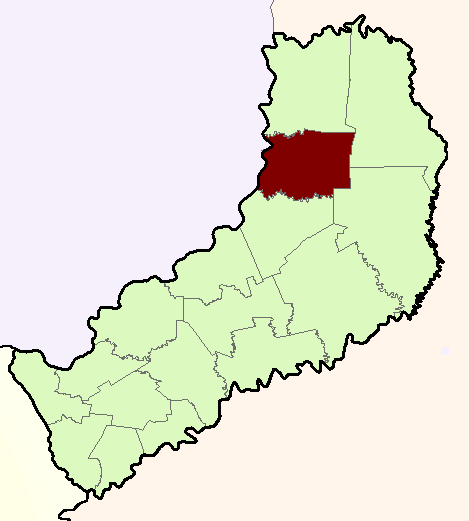
Departament Eldorado na tle prowincji Misiones

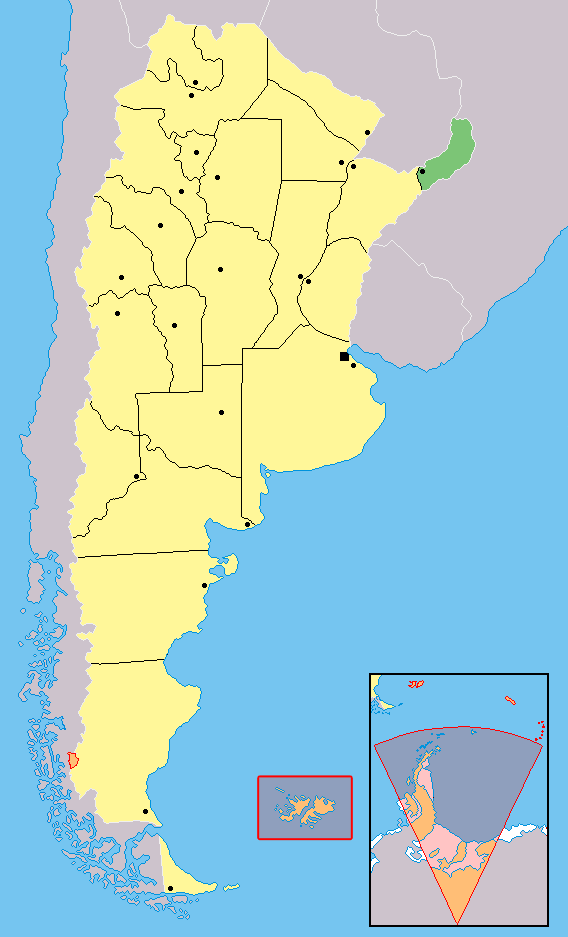

Departament Eldorado – jeden z 17 departamentów argentyńskiej prowincji Misiones. Stolicą departamentu jest miasto Eldorado.
Powierzchnia departamentu wynosi 1960 km². Na obszarze tym w 2010 roku mieszkało 78 152 osób, a gęstość zaludnienia wynosiła 39,9 mieszkańców/km².
Zachodnią granicę wyznacza rzeka Parana, która jest rzeką graniczną z Paragwajem. Wokół niego znajdują się departamenty: Montecarlo, San Pedro, General Manuel Belgrano
oraz Iguazú.